# Чаат масала

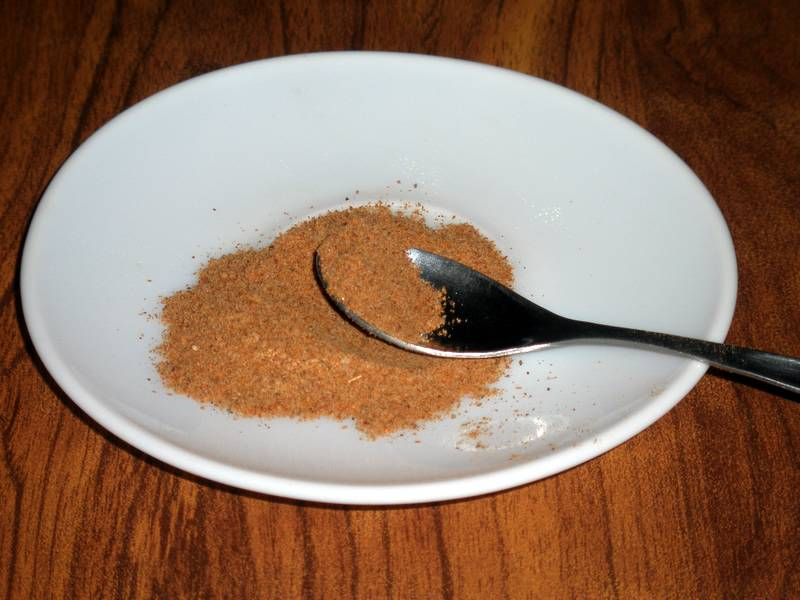
Чаат-масала

Ча(а)т масала (хинди चाट मसाला) — индийская смесь приправ (масала), которая используется для ароматизации уличной еды — чаата, а также фруктовых салатов и просто отварного картофеля. Традиционные ингредиенты: амчур (молотое сушёное манго), тмин, кориандр, сушёный имбирь, чёрная соль, чёрный перец, асафетида. Какого-то единого рецепта не существует: по сути каждый уличный торговец использует собственный (зачастую импровизированный) состав специй.